# Born to Beat
Born to Beat (BTOB) là EP đầu tay của nhóm nhạc nam Hàn Quốc BTOB, trực thuộc Cube Entertainment.

## Bối cảnh và phát hành
Vào tháng 3 năm 2012, BTOB đã tổ chức một buổi lễ ra mắt công chúng tại Premium Launching Show cùng với hai bài hát chủ đề, "Imagine" (một bài hát ballad) và "Insane" (một bài hát nhạc dance). BTOB cùng bài hát đầu tay của nhóm được xem là một tân binh đặc biệt.
Bài hát chủ đề đầu tiên, "Insane", được sản xuất bởi Seo Jae Woo, người đã cùng làm việc với các nghệ sĩ khác của Cube như 4minute và Beast.
"Imagine," bài hát chủ đề thứ hai là một bài hát ballad.
Vào ngày 20 tháng 3 năm 2012, một đoạn ngắn của "Insane" được đăng tải lên YouTube. Nhóm cũng đã đăng tải một đoạn của "Imagine" vào cùng ngày "Insane" được đăng tải. Vào ngày 22 tháng 3 năm 2012, nhóm đã đánh dấu màn trình diễn trực tiếp đầu tiên với công chúng tại chương trình M! Countdown'.
Vào ngày 23 tháng 5 năm 2012, một phiên bản đặc biệt của album được phát hành với nhan đề "Born To Beat (Asia Special Edition) Hai bài hát mới là "Irresistible Lips" và "Father" được thêm vào album. Vào cùng ngày, video âm nhạc của "Irresistible Lips" được đăng tải.

## Quảng bá
Nhóm bắt đầu kế hoạch quảng bá cho album vào ngày 22 tháng 3 năm 2012, trên Mnet M!Countdown; tiếp theo đó là các chương trình Music Bank, Inkigayo và Music Core.

## Danh sách bài hát
| STT              | Nhan đề                | Phổ lời                                          | Phổ nhạc                                      | Arrangement                                   | Thời lượng |
| ---------------- | ---------------------- | ------------------------------------------------ | --------------------------------------------- | --------------------------------------------- | ---------- |
| 1.               | "Born to Beat"         | Seo Jewoo, Seo Yongbae, Jung Ilhoon              | Seo Jewoo, Seo Yongbae, Jung Ilhoon           | Seo Jewoo, Seo Yongbae                        | 1:25       |
| 2.               | "Insane" (비밀; Bimil) | Seo Jewoo, Seo Yongbae, Jung Ilhoon, Lee Minhyuk | Seo Jewoo, Seo Yongbae, Jung Ilhoon           | Seo Jewoo, Seo Yongbae                        | 3:37       |
| 3.               | "Imagine"              | Seo Jewoo, Seo Yongbae, Jung Ilhoon              | Seo Jewoo, Seo Yongbae, Jung Ilhoon           | Seo Jewoo, Seo Yongbae                        | 3:44       |
| 4.               | "Monday to Sunday"     | Dru Scott, Fredrik Thomander, Jörgen Elofsson    | Dru Scott, Fredrik Thomander, Jörgen Elofsson | Dru Scott, Fredrik Thomander, Jörgen Elofsson | 3:11       |
| Tổng thời lượng: | Tổng thời lượng:       | Tổng thời lượng:                                 | Tổng thời lượng:                              | Tổng thời lượng:                              | 11:57      |

| Phiên bản Asia Special Edition | Phiên bản Asia Special Edition                                                  | Phiên bản Asia Special Edition                   | Phiên bản Asia Special Edition                | Phiên bản Asia Special Edition                | Phiên bản Asia Special Edition |
| STT                            | Nhan đề                                                                         | Phổ lời                                          | Phổ nhạc                                      | Arrangement                                   | Thời lượng                     |
| ------------------------------ | ------------------------------------------------------------------------------- | ------------------------------------------------ | --------------------------------------------- | --------------------------------------------- | ------------------------------ |
| 1.                             | "Born to Beat"                                                                  | Seo Jewoo, Seo Yongbae, Jung Ilhoon              | Seo Jewoo, Seo Yongbae, Jung Ilhoon           | Seo Jewoo, Seo Yongbae                        | 1:25                           |
| 2.                             | "Irresistible Lips" (그 입술을 뺏었어; Geu Ibsuleul Ppaeseosseo)                | Wheesung                                         | Seo Jewoo, Seo Yongbae                        | Seo Jewoo, Seo Yongbae                        | 3:48                           |
| 3.                             | "Insane" (비밀; Bimil)                                                          | Seo Jewoo, Seo Yongbae, Jung Ilhoon, Lee Minhyuk | Seo Jewoo, Seo Yongbae, Jung Ilhoon           | Seo Jewoo, Seo Yongbae                        | 3:37                           |
| 4.                             | "Imagine"                                                                       | Seo Jewoo, Seo Yongbae, Jung Ilhoon              | Seo Jewoo, Seo Yongbae, Jung Ilhoon           | Seo Jewoo, Seo Yongbae                        | 3:44                           |
| 5.                             | "Monday to Sunday"                                                              | Dru Scott, Fredrik Thomander, Jörgen Elofsson    | Dru Scott, Fredrik Thomander, Jörgen Elofsson | Dru Scott, Fredrik Thomander, Jörgen Elofsson | 3:11                           |
| 6.                             | "Father" (아버지; Abeoji)                                                       | Seo Jewoo, Seo Yongbae                           | Seo Jewoo, Seo Yongbae                        | Seo Jewoo, Seo Yongbae                        | 3:42                           |
| 7.                             | "Irresistible Lips" (Instrumental) (그 입술을 뺏었어; Geu Ibsuleul Ppaeseosseo) |                                                  | Seo Jewoo, Seo Yongbae                        | Seo Jewoo, Seo Yongbae                        | 3:48                           |
| 8.                             | "Insane" (Instrumental) (비밀; Bimil)                                           |                                                  | Seo Jewoo, Seo Yongbae, Jung Ilhoon           | Seo Jewoo, Seo Yongbae                        | 3:38                           |
| Tổng thời lượng:               | Tổng thời lượng:                                                                | Tổng thời lượng:                                 | Tổng thời lượng:                              | Tổng thời lượng:                              | 26:52                          |

| Asia Special Edition - DVD | Asia Special Edition - DVD        | Asia Special Edition - DVD |
| STT                        | Nhan đề                           | Thời lượng                 |
| -------------------------- | --------------------------------- | -------------------------- |
| 1.                         | "Insane" (Music video)            | 3:52                       |
| 2.                         | "Irresistible Lips" (Music video) | 3:58                       |
| 3.                         | "Father" (Music video)            | 3:43                       |

## Bảng xếp hạng

### BXH album
| Bảng xếp hạng                    | Vị trí cao nhất |
| -------------------------------- | --------------- |
| Gaon Weekly album chart          | 3               |
| Gaon Weekly domestic album chart | 3               |
| Gaon Monthly album chart         | 16              |

### Doanh số và chứng nhận
| Bảng xếp hạng       | Doanh số |
| ------------------- | -------- |
| Gaon physical sales | 9.483    |